# Sulphur (Louisiana)
Sulphur és una població dels Estats Units a l'estat de Louisiana. Segons el cens del 2000 tenia 22.512 habitants.

## Demografia
Segons el cens del 2000, Sulphur tenia 22.512 habitants. La densitat de població era de 788,8 habitants/km².
Per edats la població es repartia de la següent manera: un 27,1% tenia menys de 18 anys, un 9,5% entre 18 i 24, un 28,2% entre 25 i 44, un 21,7% de 45 a 60 i un 13,4% 65 anys o més.
L'edat mediana era de 35 anys. Per cada 100 dones de 18 o més anys hi havia 88,9 homes.
La renda mediana per habitatge era de 38.247 $ i la renda mediana per família de 45.455 $. Els homes tenien una renda mediana de 38.235 $ mentre que les dones 22.500 $. La renda per capita de la població era de 21.615 $. Entorn del 7,5% de les famílies i el 9,3% de la població estaven per davall del llindar de pobresa.

## Poblacions més properes
El següent diagrama mostra les poblacions més properes.